# Trichoderma desrochii
Trichoderma desrochii är en svampart som beskrevs av Sartory & Bainier 1913. Trichoderma desrochii ingår i släktet Trichoderma och familjen Hypocreaceae.   Inga underarter finns listade i Catalogue of Life.